# Notre-Dame-de-l’Assomption (Auvers-sur-Oise)

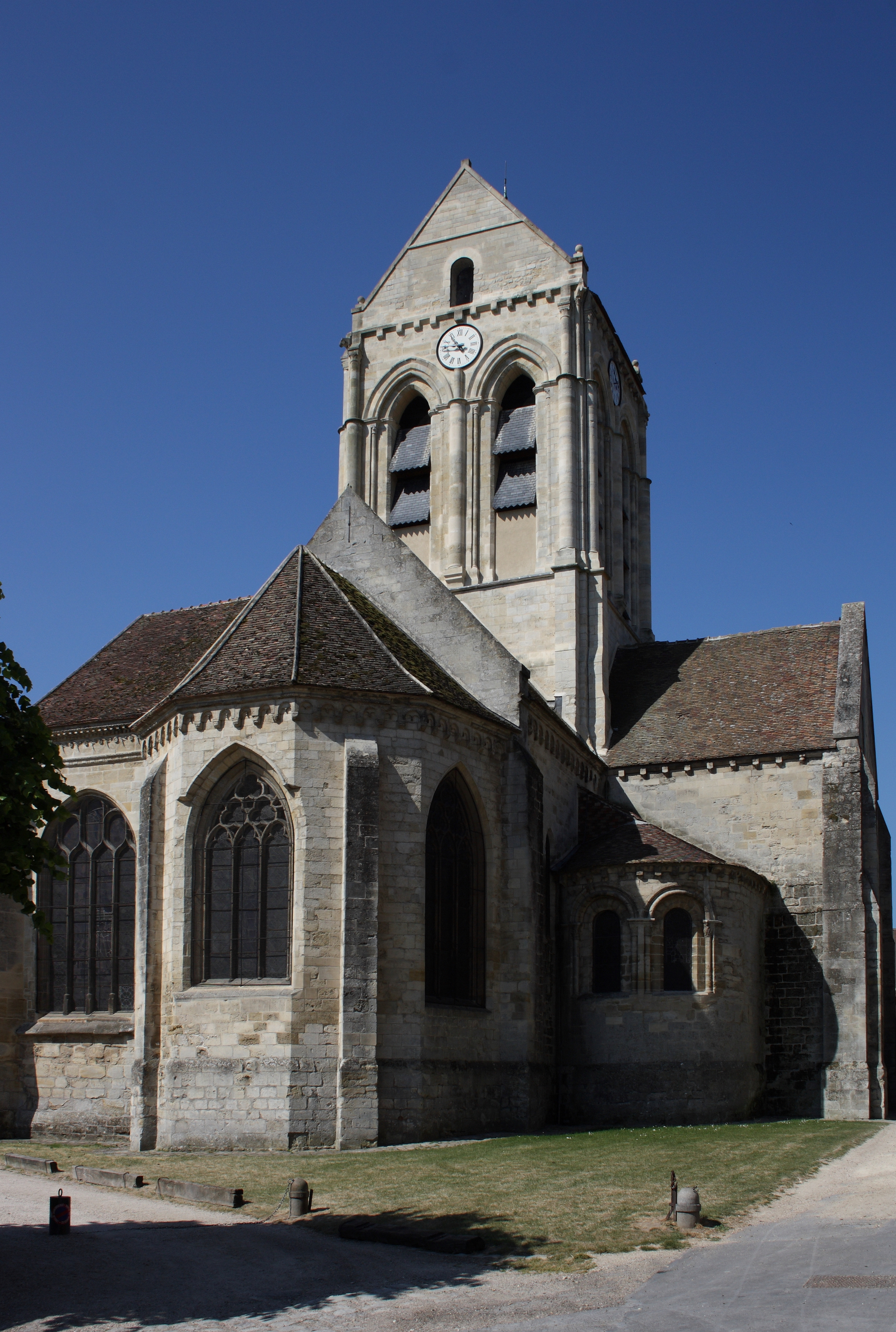
Pfarrkirche Notre-Dame-de-l’Assomption

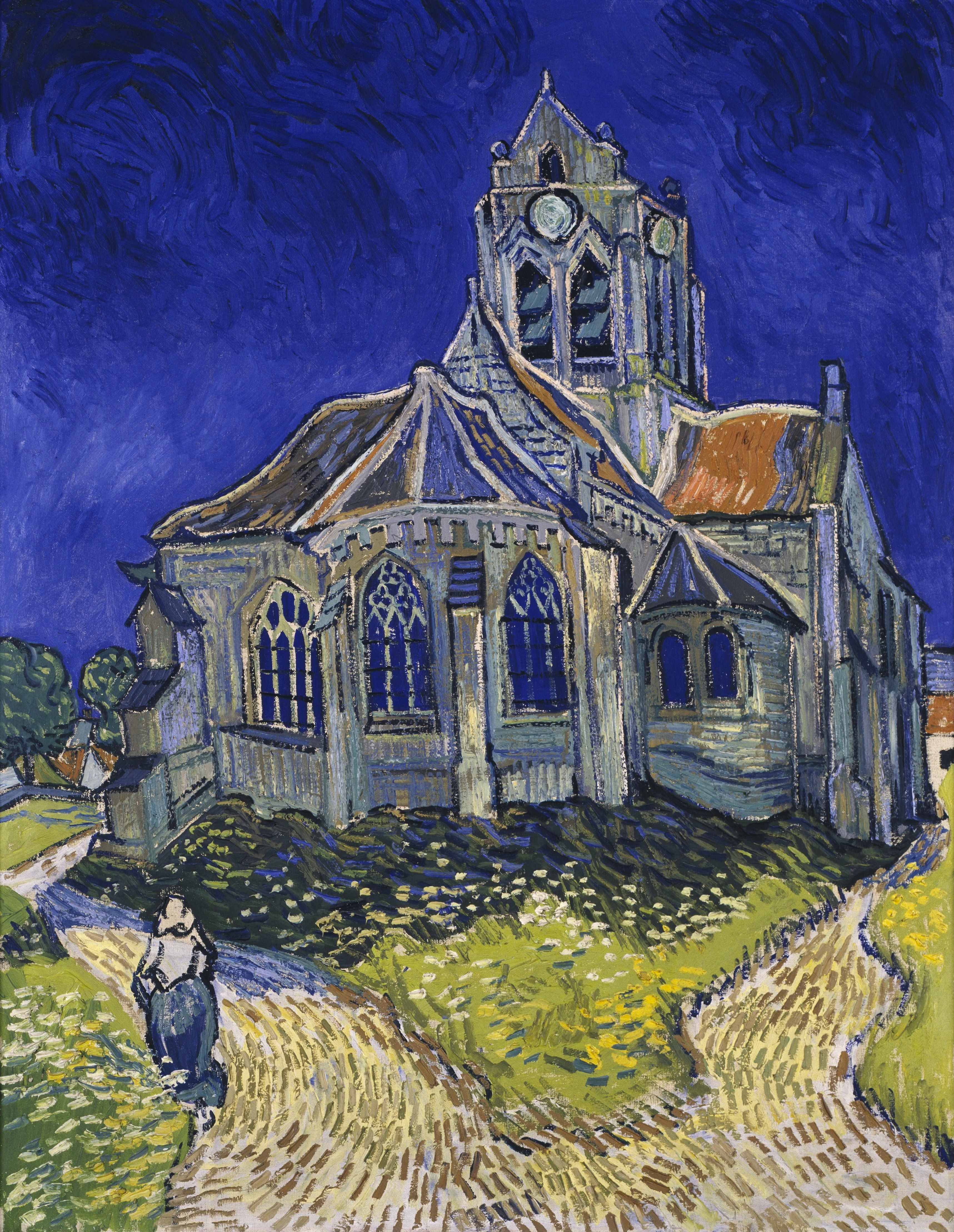
Die Kirche von Auvers von Vincent van Gogh

Die katholische Pfarrkirche Notre-Dame-de-l’Assomption in Auvers-sur-Oise, einer Gemeinde im Département Val-d’Oise in der französischen Region Île-de-France, wurde im 12. Jahrhundert im Stil der Romanik begonnen und im 13. Jahrhundert im Stil der Gotik weitergeführt. Berühmtheit erlangte die Kirche vor allem durch das Gemälde Die Kirche von Auvers von Vincent van Gogh, das sich heute im Musée d’Orsay in Paris befindet. 1915 wurde die der Himmelfahrt Mariens geweihte Kirche als Monument historique in die Liste der Baudenkmäler in Frankreich aufgenommen.

## Geschichte
Notre-Dame-de-l’Assomption wird 1131 erstmals in einer Urkunde erwähnt, in der die Schenkung der Kirche an die Abtei Saint-Vincent in Senlis durch den französischen König Ludwig VI. verzeichnet ist. Der älteste erhaltene Teil der Kirche ist die Apsiskapelle des nördlichen Querhausarmes, die im frühen 12. Jahrhundert errichtet wurde. Chor und Querhaus stammen aus der Mitte des 12. Jahrhunderts, das Langhaus wurde um 1220 ausgeführt. Um 1260 wurde das Chorhaupt verändert und die Fenster der Hauptapsis vergrößert und mit Maßwerk ausgestattet. In der Mitte des 16. Jahrhunderts wurde an das südliche Querhaus eine quadratische Marienkapelle angebaut.

## Architektur

### Außenbau

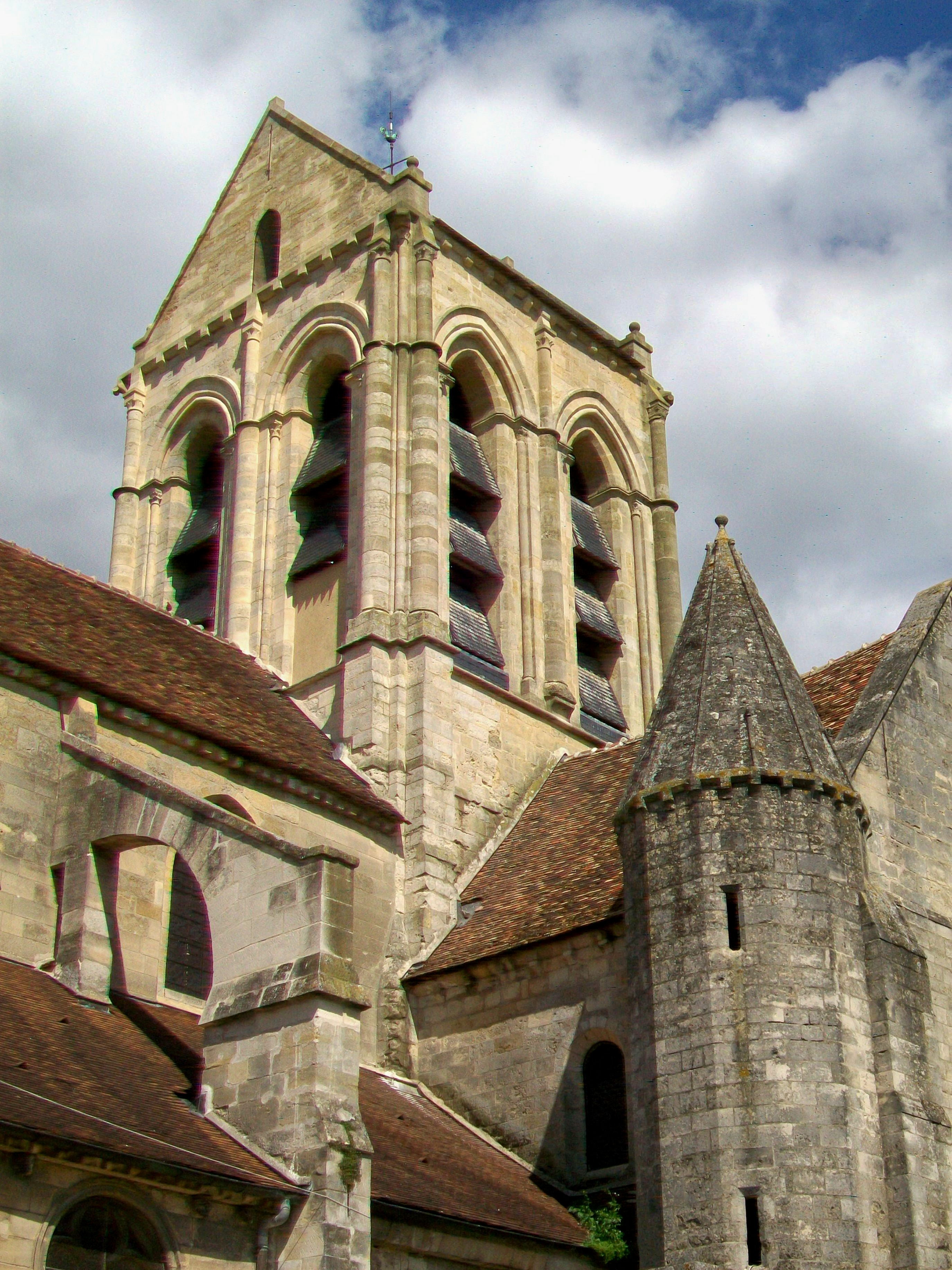
Glockenturm

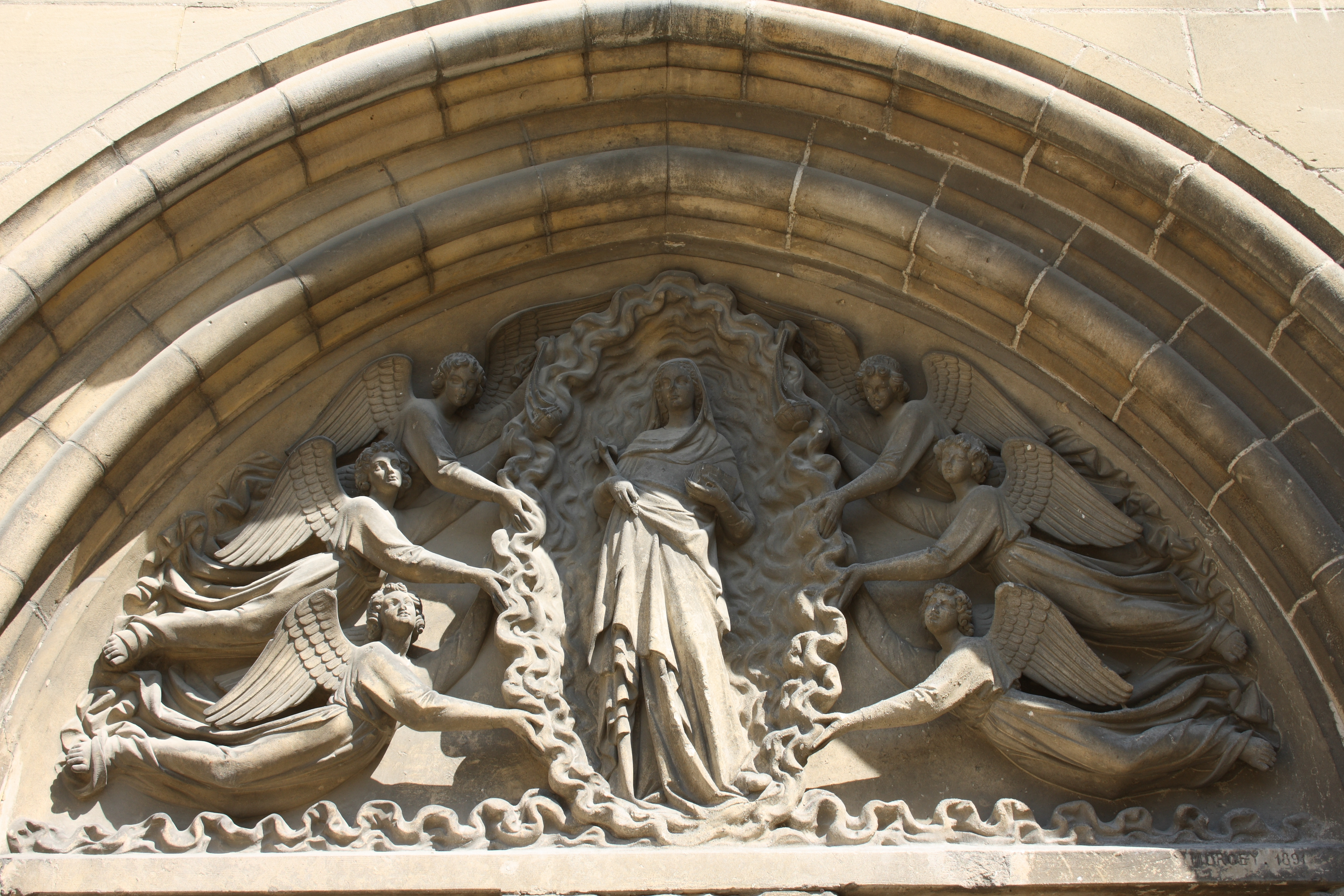
Tympanon des Südportals

Über der Vierung erhebt sich der mit einem Satteldach gedeckte quadratische Glockenturm aus dem späten 12. Jahrhundert, dessen Obergeschoss auf allen vier Seiten von hohen, spitzbogigen Klangarkaden durchbrochen ist.
Das Südportal wurde im 13. Jahrhundert geschaffen und Ende des 19. Jahrhunderts stark restauriert. Auf dem Tympanon wird die Aufnahme Marias in den Himmel dargestellt. Maria hält – als Zeichen der Weisheit und der Macht – in der linken Hand ein Buch, in der rechten ein Zepter und ist von einer Mandorla umgeben, die auf beiden Seiten von je drei Engeln getragen wird. Während des 16. und 17. Jahrhunderts stand auf dem Trumeaupfeiler eine Madonna mit Kind aus dem 14. Jahrhundert, die während der Revolution schwer beschädigt wurde. Seit dem Bau der Marienkapelle ist die Skulptur dort untergebracht.
Die Westfassade wird von kräftigen Strebepfeilern gegliedert und von einer großen Rosette durchbrochen, das Maßwerk stammt von 1876.

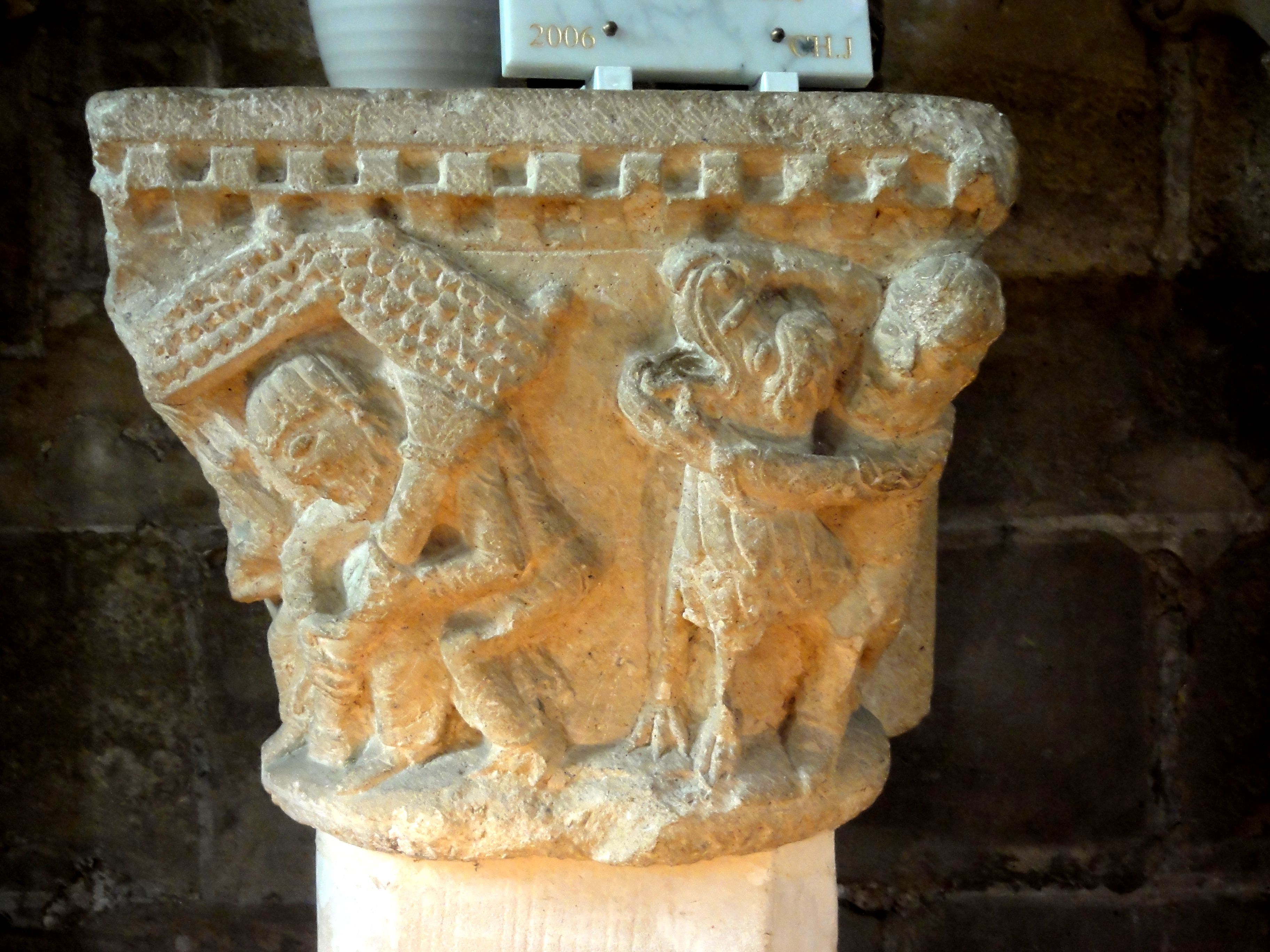
Kapitell

### Innenraum
Das Langhaus ist dreischiffig und in vier Joche unterteilt. Der einjochige Chor endet mit einem polygonalen Abschluss.
Die Mittelschiffarkaden ruhen auf Säulen, die mit Blattkapitellen verziert sind. Die Kapitelle im Chor und in der Vierung weisen Palmblatt- und Akanthus-Ornamente auf, manche stellen Fabelwesen dar. Ein Kapitell ist mit Szenen der Geschichte Samsons versehen.
Der Wandaufriss ist dreigeschossig, über der Arkadenzone verläuft ein Triforium, darüber öffnen sich spitzbogige Obergadenfenster. Haupt- und Seitenschiffe sind mit Kreuzrippengewölben gedeckt, nur die romanische Apsiskapelle des nördlichen Querhauses weist noch das ursprüngliche Kreuzgratgewölbe auf.

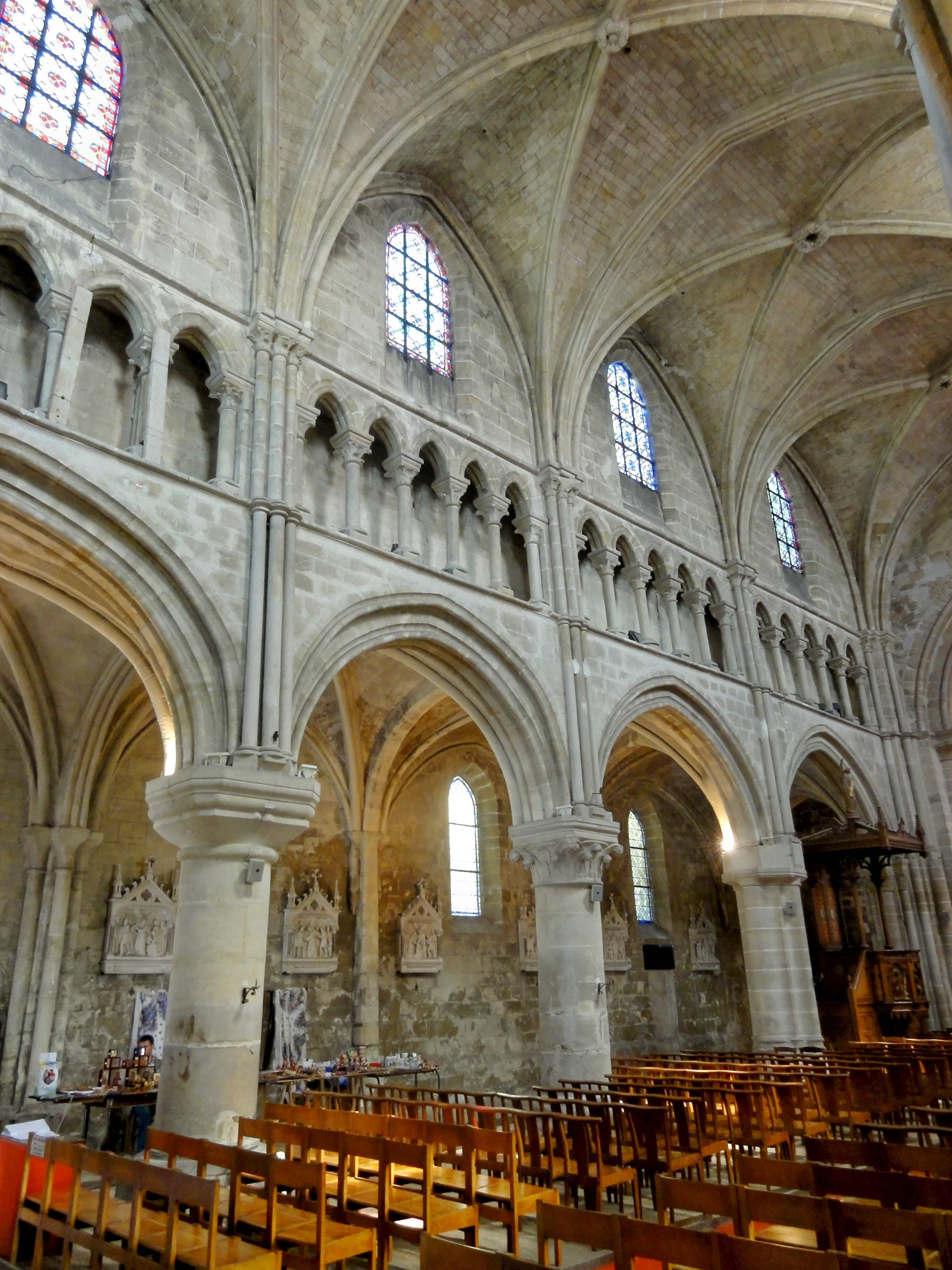
Mittelschiff
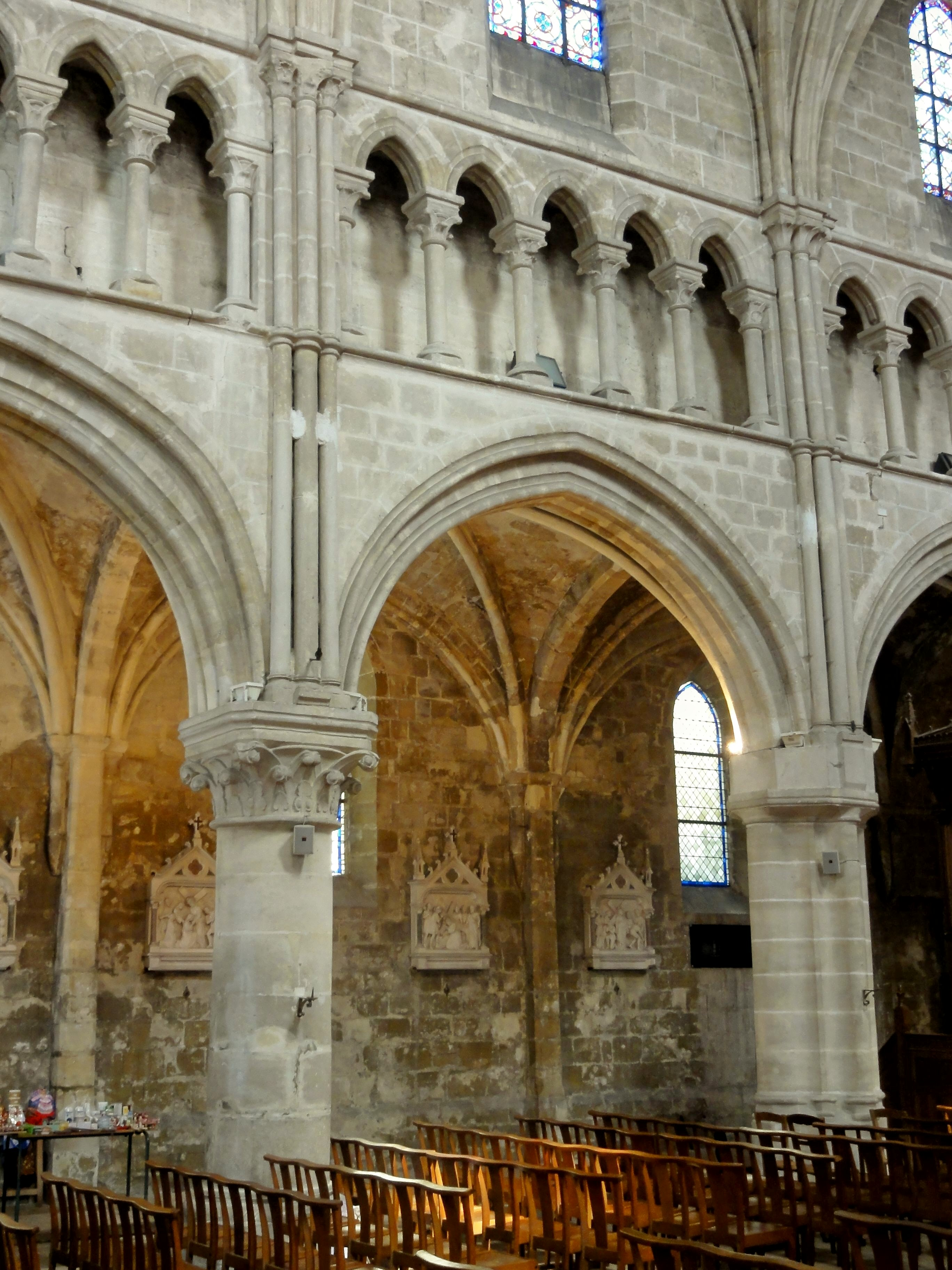
Mittelschiff
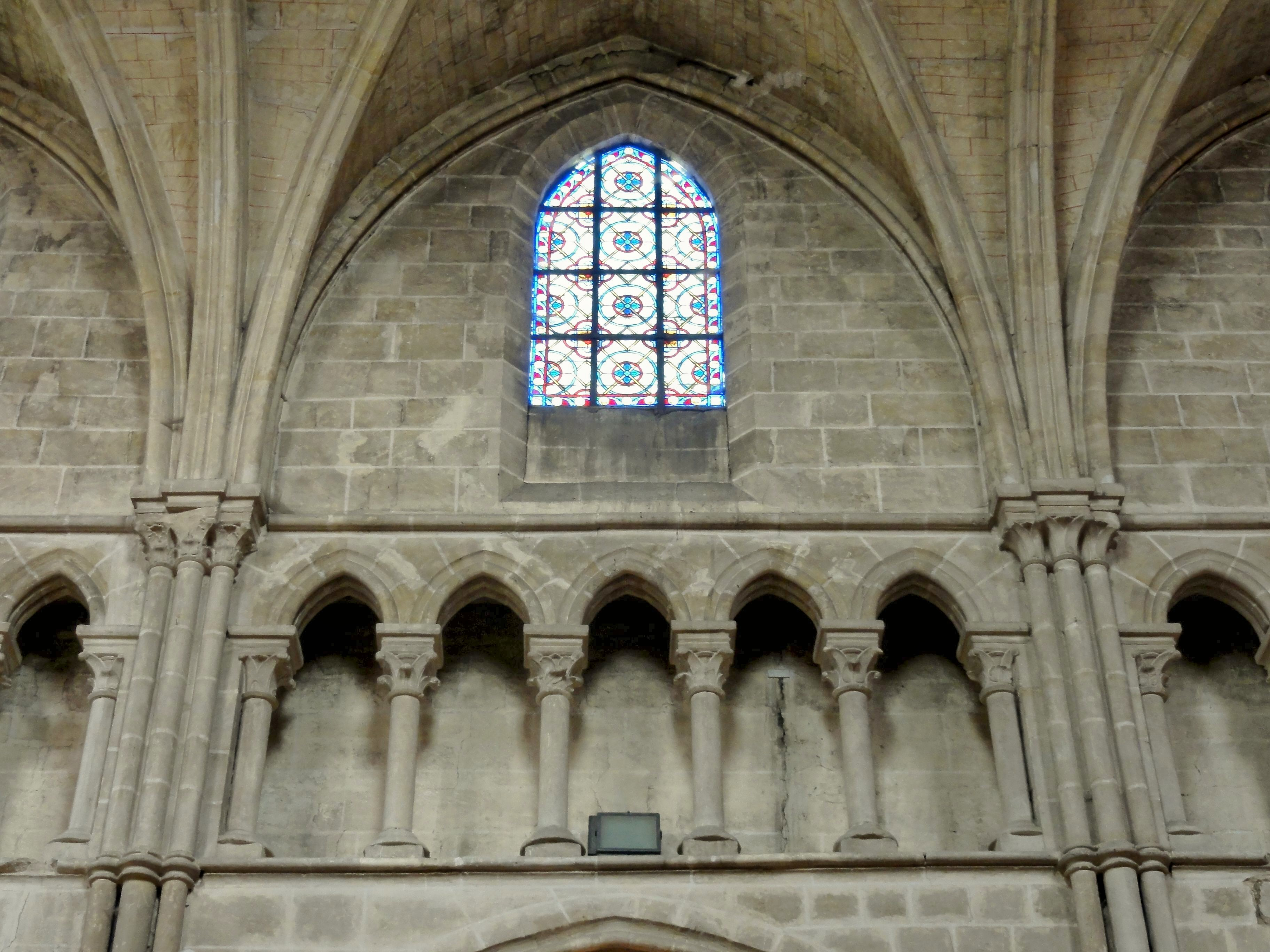
Triforium
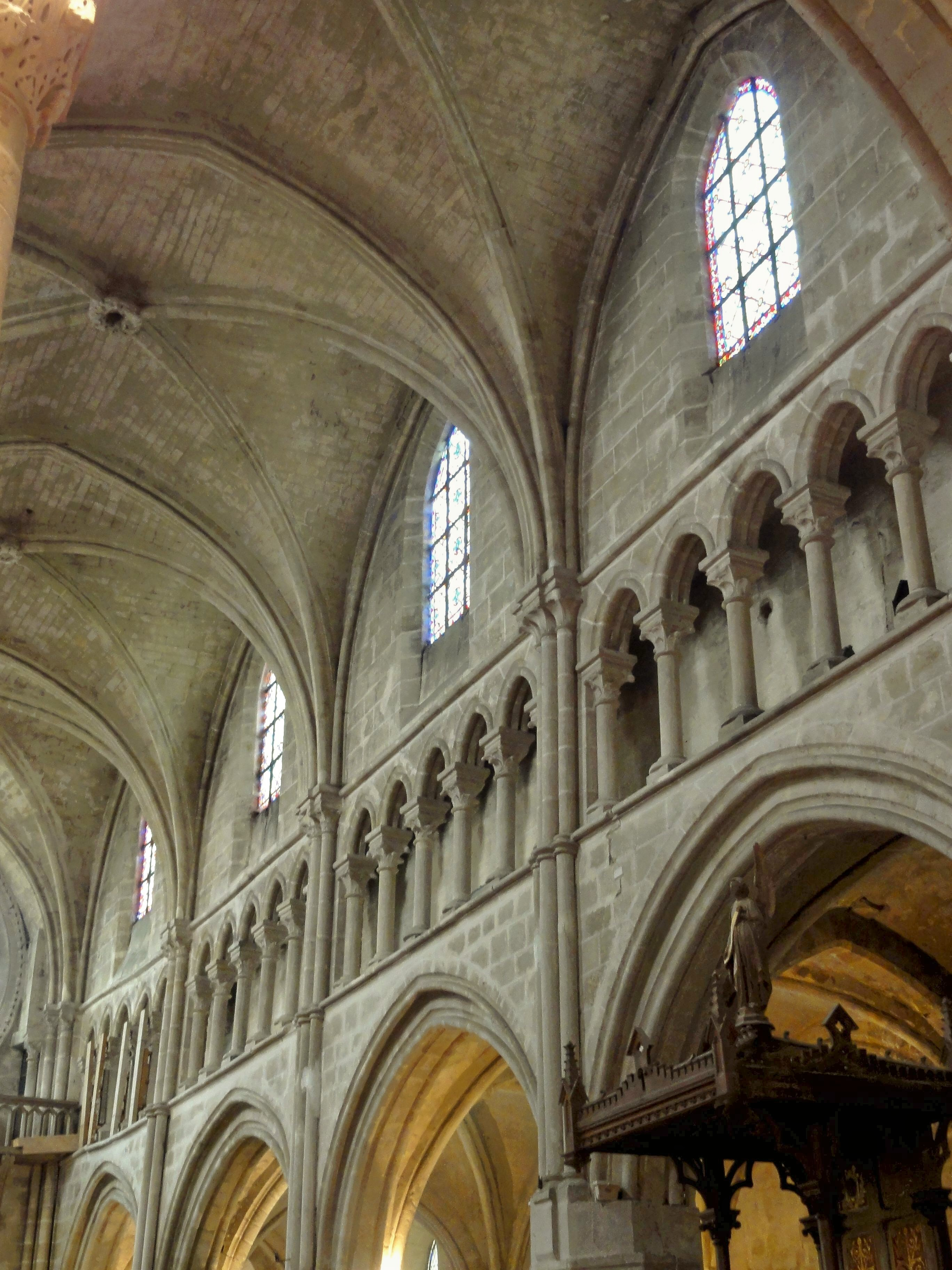
Mittelschiff

Orgel
Die Orgel dieser Kirche wurde 2006 von Bernard Hurvy gebaut. Sie verfügt über 29 Register auf zwei Manualen und Pedal und ersetzt ein kleines Vorgängerinstrument von Pierre Bois aus dem Jahr 1985.

## Nachweise
1. ↑  Auvers-sur-Oise, Église Notre-Dame de l'Assomption bei „Les orgues du Val d'Oise“

Koordinaten: 49° 4′ 19″ N, 2° 10′ 34″ O